# José Della Torre
José Della Torre (23. března 1906 – 31. července 1979) byl argentinský fotbalista. Jako pravý obránce hrál za Argentinu ve finále Mistrovství světa ve fotbale 1930, kde jeho tým prohrál 4:2 s Uruguayí.
Po ukončení hráčské kariéry v roce 1937 se Della Torre stal fotbalovým manažerem. V roce 1958 dovedl Racing Club de Avellaneda k vítězství v nejvyšší soutěži. Mimo jiné také trénoval klub Ferro Carril Oeste.
Na jihoamerickém šampionátu z roku 1959, který se konal v Argentině a jenž také vyhrálo domácí mužstvo, byl Della Torre spolu s Victoriem Spinettem a José Barreirem jeden ze tří manažerů argentinského týmu.